# Elfriede

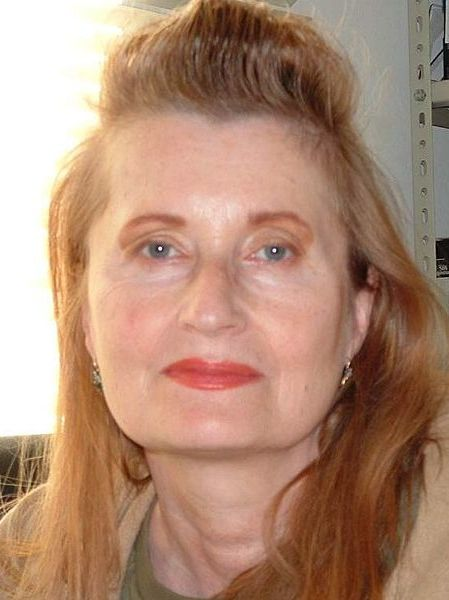
Elfriede Jelinek

Elfriede är ett forntyskt kvinnonamn som är bildat av orden egil som betyder svärd och frid som betyder fred eller frid.
Den 31 december 2014 fanns det totalt 468 kvinnor folkbokförda i Sverige med namnet Elfriede, varav 171 bar det som tilltalsnamn.
Namnsdag: saknas

## Personer med namnet Elfriede
- Elfriede Borodin, tysk skådespelare
- Elfriede Brüning, tysk författare och journalist
- Elfriede Jelinek, österrikisk författare och nobelpristagare
- Elfriede Kaun, tysk friidrottare